# Museum des öffentlichen Personennahverkehrs Prag

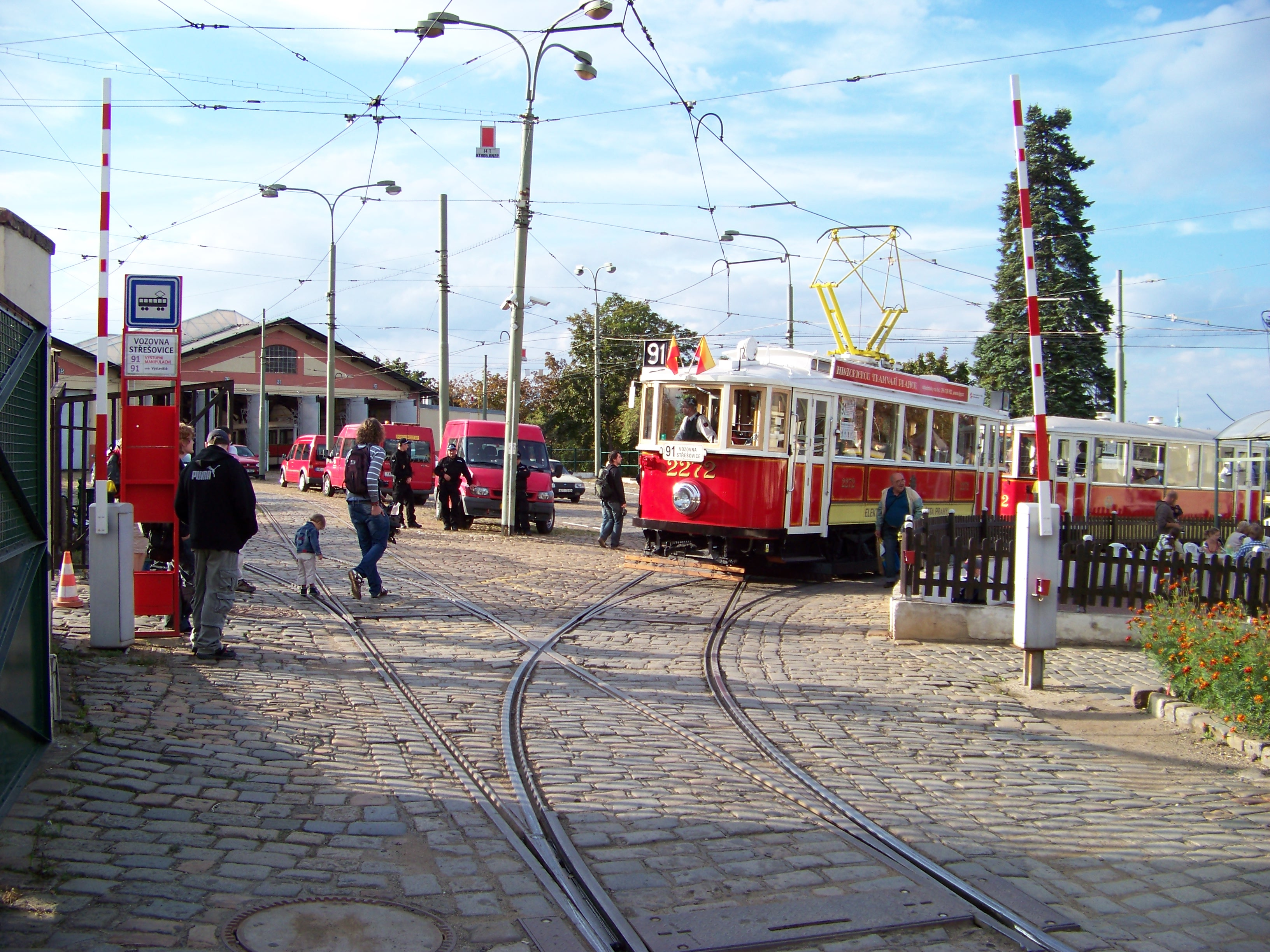
Museum

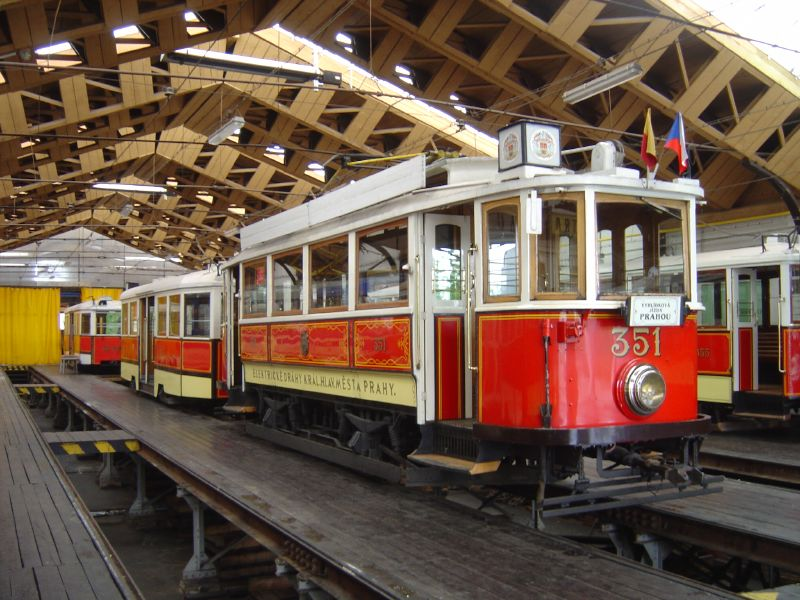
Ringhoffer-Straßenbahn

Das Museum des öffentlichen Personennahverkehrs in Prag, tschechisch Muzeum městské hromadné dopravy v Praze, wurde 1993 eröffnete und wird von der Verkehrsgesellschaft der Hauptstadt Prag betrieben. Es behandelt in einer umfangreichen Darstellung die Geschichte des Öffentlichen Personennahverkehrs in Prag. 
In der Sammlung befinden sich unter anderem historische Straßenbahnen und Busse Prags, technische Geräte, Modelle und historische Linienpläne mit ausführlichen Erläuterungen zur Entwicklung des Prager Liniennetzes von den ersten Anfängen bis zur Gegenwart. Das Museum ist im historischen Straßenbahnbetriebshof Prag-Střešovice untergebracht.